# Weekday
Weekday er en svensk butikskæde, ejet af selskabet Fabric Scandinavien. Siden 2008 har dette selskab været en del af H&M-koncernen. Weekday driver butikker i 14 lande, herunder Danmark. Weekday sælger blandt andet tøj fra sit eget mærke Cheap Monday.

## Butikker
Herunder er en oversigt over butikker pr. 2020:
| Land           | Antal butikker |                                                                       |
| -------------- | -------------- | --------------------------------------------------------------------- |
| Belgien        | 5              | Antwerpen (x2), Bruxelles, Gent, Leuven                               |
| Danmark        | 6              | Aalborg, København (x2), Frederiksberg, Odense, Aarhus                |
| Finland        | 2              | Helsinki (x2)                                                         |
| Frankrig       | 2              | Paris (x2)                                                            |
| Holland        | 5              | Amsterdam (x2), Haag, Groningen, Rotterdam                            |
| Island         | 1              | Kopavogur                                                             |
| Luxembourg     | 1              | Luxembourg                                                            |
| Norge          | 6              | Bergen (x2), Oslo (x3), Trondheim                                     |
| Polen          | 1              | Krakow                                                                |
| Schweiz        | 2              | Zürich (x2)                                                           |
| Storbritannien | 5              | London (x4), Sheffield                                                |
| Sverige        | 7              | Gøteborg (x2), Lund, Malmø, Stockholm (x2), Umeå                      |
| Tyskland       | 10             | Berlin (x3), Frankfurt, Hamborg (x2), Køln, Leipzig, München, Münster |
| Østrig         | 1              | Wien                                                                  |